# Szekvenszer

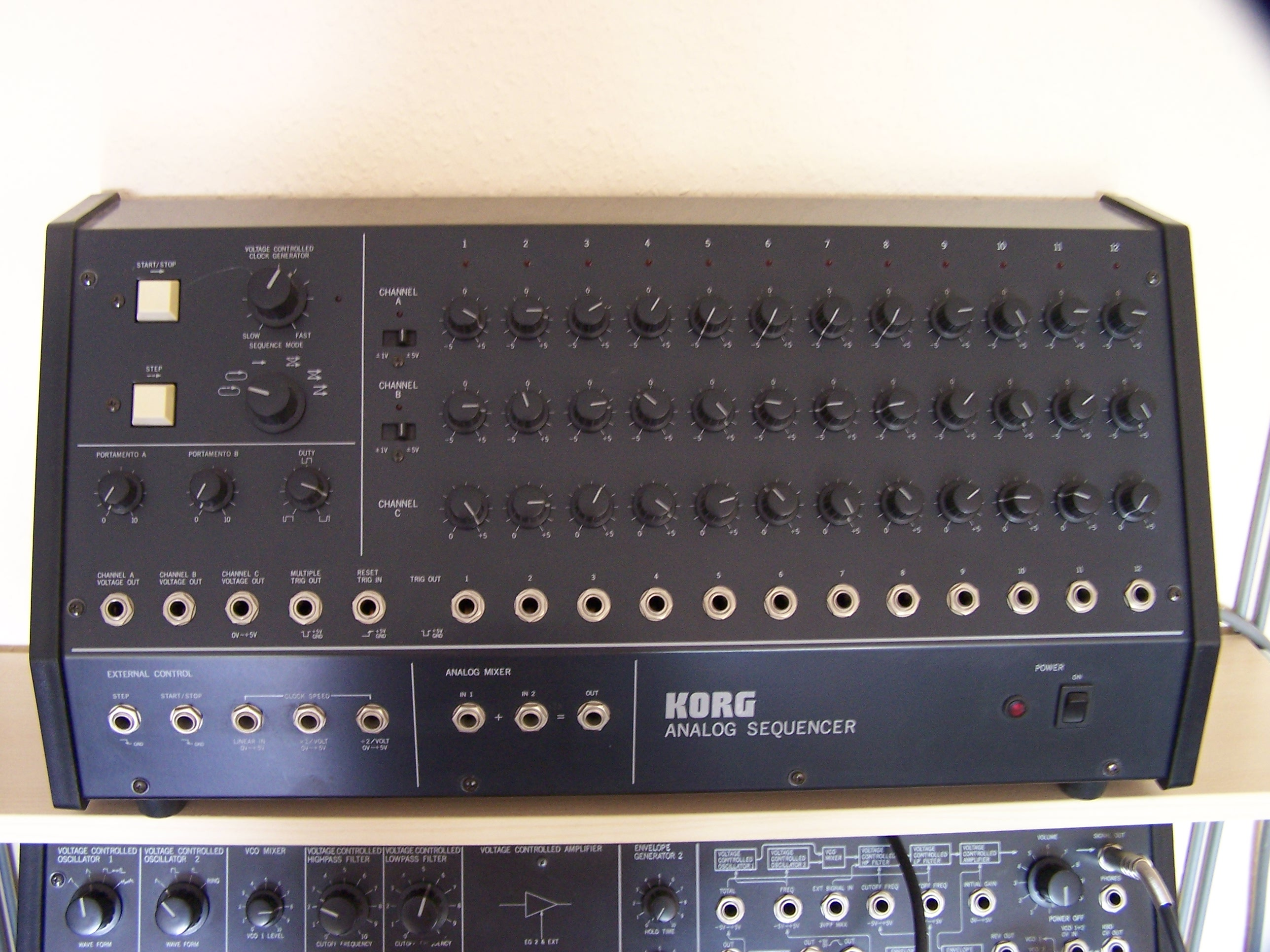
Korg SQ-10 analóg szekvenszer

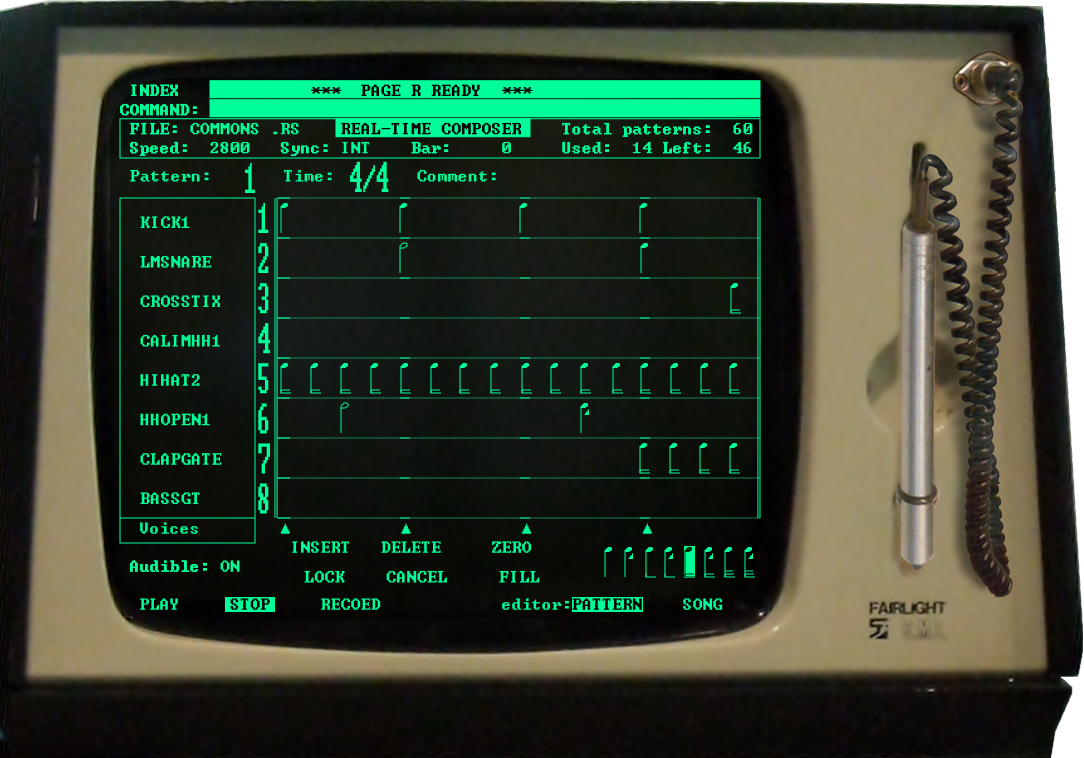
Fairlight CMI MkII. (1979) digitális szintetizátor munkaálllomás szekvenszer moduljának fényceruzás grafikus kezelőfelülete

A szekvenszer (sequencer) egy elektronikus eszköz vagy szoftver, mely egymás után sorozatban következő utasítások végrehajtására alkalmas. Használata főleg az elektronikus zenében mindennapi jellegű.
A szekvenszer előre felvett (programozott) utasítások alapján irányíthatja az elektromos hangszereket egy-egy hangsor lejátszásakor. A sequencer a zenész által lejátszott hangsort valamilyen formátumban tárolja, például MIDI-üzenetként. Az eszköz általában nem magát a hangszer által lejátszott hangot tárolja, hanem a játék egyéb jellemzőit, így ugyanaz az utasítássor (pl. MIDI adatsor) lejátszatható különböző elektronikus hangszereken is.
A szekvenszer-készülékek és részben a szekvenszer-szoftverek fő jelentősége, hogy automatizálják a lejátszást. Így a zenész kiegészítheti játékát, pl. gitáron szólózásra koncentrálhat,  miközben a dobszólamokat és a basszust egy vagy több megfelelően programozott szekvenszer produkálja. A szekvencer-szoftverek általában ennél többre is szolgálnak, sok előadó (még rockzenészek is) részben ezek segítségével komponálják a teljes zenét, csak az élőben történő előadást végzik hangszerekkel.
Sok modern szintetizátorba többé-kevésbé kifinomult szekvenszert is építenek (Pl. Roland JD-XI, Korg Minilogue és Behringer Deep Mind analóg szekvenszerrel, Yamaha PSR-S910 digitális szekvenszerrel), habár ez nem szabály. De a fordított eset is gyakori: a dobgépek, basslinerek és egyéb automaták tartalmaznak korlátozott jellegű (pl. csak ütős vagy csak basszus) hanggeneráló eszközt, tehát egy primitívebb szintetizátor modult. Léteznek egészen fejlett szekvenszer készülékek is, amelyek a maguk korában nagy teljesítményűnek számító hanggenerátort is tartalmaznak, így a szekvenszer funkció mellett billentyűzet nélküli szintetizátoroknak (hangmoduloknak) is felfoghatóak (Roland MC-... groovebox sorozat; Novation Circuit).